# Alhaurín de la Torre Club de Fútbol
El Alhaurín de la Torre C.F. es un club de fútbol de España, de la población de Alhaurín de la Torre (Málaga). Fue fundado en 1969 y juega en el Grupo IX de la Tercera División de España.

## Historia

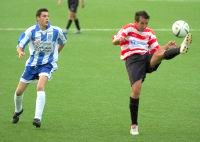
Partido de tercera división del Alhaurín de la Torre contra el histórico Granada C. F. en el año 2005, que acabó con el resultado de 2-1 positivo al Alhaurín.

### Primeros años
Antes de los años 30 ya había un equipo en Alhaurín de la Torre denominado Alhaurín FCD con jugadores como Pedro Pérez, Manolo Cantero o Felipe de la Molina . Durante esa época el equipo no estaba inscrito en ninguna competición oficial así que se disputaban encuentros esporádicos en fiestas como la de San Juan o San Sebastián, con equipos de las poblaciones cercanas como C.D. Churriana. También se solían celebrar encuentros, muy populares, entre solteros contra casados o entre las cofradías de Los Verdes contra Los Moraos. Se jugaban en el campo de arena destinado para este propósito llamado “Terreno de Caparros” o “Campo de los Cañizos” -conocido así por el vallado de cañizos que tenía- o incluso también denominado “Campo de los Mazorcos”. Ya desaparecido, se situaba en lo que ahora es la plaza de Blas Infante.

### Fundación
El Alhaurín de la Torre Club de Fútbol se fundó el 4 de diciembre de 1969 en Alhaurín de la Torre y bajo el nombre de Lauro Club de Fútbol. En 1973, el Lauro se inscribe oficialmente en la Federación Malagueña de Fútbol, y durante gran parte de su historia, jugó siempre en categorías regionales obteniendo diversas rivalidades con distintos equipos, especialmente contra el Club Deportivo Alhaurino y otros tantos de la provincia de Málaga. Juega desde 2004 en el Estadio Los Manantiales abandonando así el antiguo Estadio de arena "El Pinar".
Los mejores años del Alhaurín de la Torre van desde la década de los 2000 hasta la actualidad, donde se proclamó por tres veces campeón de la Primera división de Andalucía, debutando en Tercera División en la temporada 2005/06 jugando con equipos como el Granada CF y llegando a disputar la promoción de ascenso a Segunda División B en la temporada 2010/11, siendo eliminado en la última eliminatoria de ascenso por el Sporting Villanueva Promesas. Actualmente el equipo juega en el Grupo IX de la Tercera División Española.

### Cronología
- Se fundó el 4 de diciembre de 1969.
- En 1973 se inscribe oficialmente en la Federación Malagueña de Fútbol y participa por primera vez en una competición oficial en categorías regionales.
- En la temporada 1985/86, consiguió el título de campeones de la Regional Andaluza de Málaga.
- En la temporada 2004/05 consiguió ascender por primera vez a Tercera División.
- Temporada 2005/06: puesto 11.
- Temporada 2006/07: puesto 15.
- En la temporada 2007/08 desciende a la Primera Andaluza al acabar en la 19.ª posición.
- Tras dos temporadas el Alhaurín de la Torre se proclama campeón por segunda vez en su historia de la Primera Andaluza y consigue ascender a la Tercera división en la penúltima jornada.
- En la temporada 2010/11 quedó subcampeón del grupo IX de Tercera División en donde tan solo fue superado por Comarca de Níjar, por lo que el club jugó la fase de ascenso a Segunda División B. La primera eliminatoria fue contra el Racing Vilalbés, perdiendo 2-1 en tierras gallegas y ganado 1 a 0 en casa, por lo que aprovechando el valor doble de los goles fuera en caso de empate pasó a la siguiente ronda. En la segunda fase se le emparejó con el CE Constància y pasó la eliminatorio con un cómputo global de 2 a 1. La eliminatoria final la disputó contra el Sporting Villanueva Promesas en donde perdió 0-2 en los Manantiales por lo que quedó eliminado pese al 1-1 conseguido en el partido de vuelta. Esta temporada fue la mejor de la historia para el conjunto torrealhaurino.
- Temporada 2011/12: puesto 13.
- Temporada 2012/13: El Alhaurín desciende a la Primera Andaluza tras una decepcionante campaña al acabar en la 19.ª posición, teniendo varios cambios de entrenadores, entre ellos Marcelo Romero.
- Temporada 2013/14: El Alhaurín asciende de nuevo a Tercera División, tras proclamarse campeón de liga en el grupo 3 de la primera andaluza.
- Temporada 2014/15: compite en el grupo IX de la Tercera División quedando en el puesto 16.º
- Temporada 2015/16: esta temporada continúa en el grupo IX de la Tercera División y finaliza en el puesto 14.º
- Temporada 2016/17: compite en la Tercera División en una mala temporada para el equipo, queda colista en el puesto 20.º y desciende de categoría.
- Temporada 2017/18: Inicia la temporada en la División de Honor Andaluza, logrando el ascenso al finalizar 2.º
- Temporada 2018/19: Inicia la temporada en la Tercera División de España, finalizando en el puesto 14, a solo un puesto del descenso ya que en esa temporada hubo hasta 8 descensos.
- Temporada 2019/20: El Alhaurín se mantiene en la Tercera División de España al suspenderse la competición por la pandemia de enfermedad por coronavirus a pesar de acabar la temporada como colista en el momento de la suspensión.

## Uniforme
- Uniforme titular: La camiseta, es a rayas azules y blancas, y pantalones azules, con medias azules.
- Uniforme alternativo: La segunda camiseta es roja, con pantalones negros y medias negras.

## Estadio
El estadio del Alhaurín es el Estadio Municipal Los Manantiales, con capacidad para 2.500 espectadores.
Este Estadio es de césped artificial y anteriormente poseía pistas de atletismo. Ha sufrido dos remodelaciones:
- En la primera remodelación, se colocaron las gradas de las porterías y un lateral con asientos, también se eliminaron las pistas de atletismo y se colocó el césped artificial.
- En la segunda remodelación se construyó una tribuna lo que le permite a dicho estadio tener 2.500 localidades.

Se creó en el año 2002 y el primer partido del Alhaurín de la Torre fue en el año 2004 justo después de acabar la primera remodelación, en un partido de la Primera División de Andalucía.
Este estadio substituyó al antiguo campo de fútbol municipal de Alhaurín de la Torre.

## Datos históricos

### Puestos de clasificación desde la fundación del club
| Temporada | Liga                             | Puesto      |  | Temporada | Liga                             | Puesto |
| --------- | -------------------------------- | ----------- |  | --------- | -------------------------------- | ------ |
| 1969-1973 | No federado                      | -           |  | 2000-2001 | Regional Preferente de Andalucía | 5      |
| 1973-1981 | Regional Andaluza Málaga         | -           |  | 2001-2002 | Regional Preferente de Andalucía | 4      |
| 1981-1982 | Regional Andaluza Málaga         | -           |  | 2002-2003 | Regional Preferente de Andalucía | 4      |
| 1982-1983 | Regional Andaluza Málaga         | -           |  | 2003-2004 | Regional Preferente de Andalucía | 5      |
| 1983-1984 | Regional Andaluza Málaga         | -           |  | 2004-2005 | Regional Preferente de Andalucía | 1      |
| 1984-1985 | Regional Andaluza Málaga         | 20          |  | 2005-2006 | Tercera División                 | 11     |
| 1985-1986 | Regional Andaluza Málaga         | 1           |  | 2006-2007 | Tercera División                 | 15     |
| 1986-1987 | Regional Preferente de Andalucía | 7           |  | 2007-2008 | Tercera División                 | 19     |
| 1987-1988 | Regional Preferente de Andalucía | 16          |  | 2008-2009 | Primera División Andaluza        | 5      |
| 1988-1989 | Regional Andaluza Málaga         | 6           |  | 2009-2010 | Primera División Andaluza        | 1      |
| 1989-1990 | Regional Andaluza Málaga         | 14          |  | 2010-2011 | Tercera División                 | 2      |
| 1990-1991 | Regional Andaluza Málaga         | 7           |  | 2011-2012 | Tercera División                 | 13     |
| 1991-1992 | Regional Andaluza Málaga         | -           |  | 2012-2013 | Tercera División                 | 19     |
| 1992-1993 | Regional Andaluza Málaga         | 4           |  | 2013-2014 | Primera División Andaluza        | 1      |
| 1993-1994 | Regional Andaluza Málaga         | Crecimiento |  | 2014-2015 | Tercera División                 | 16     |
| 1994-1995 | Regional Preferente de Andalucía | Sin cambios |  | 2015-2016 | Tercera División                 | 14     |
| 1995-1996 | Regional Preferente de Andalucía | 13          |  | 2016-2017 | Tercera División                 | 20     |
| 1996-1997 | Regional Preferente de Andalucía | 10          |  | 2017-2018 | División de Honor Andaluza       | 2      |
| 1997-1998 | Regional Preferente de Andalucía | -           |  | 2018-2019 | Tercera División                 | 14     |
| 1998-1999 | Regional Preferente de Andalucía | 2           |  | 2019-2020 | Tercera División                 | 20     |
| 1999-2000 | Regional Preferente de Andalucía | 14          |  | 2020-2021 | Tercera División                 |        |

### Resumen estadístico
- Temporadas en Primera: 0
- Temporadas en Segunda: 0
- Temporadas en Segunda B: 0
- Temporadas en Tercera:  11
- Mejor puesto en Tercera: 2.º (temporada Tercera División 2010/11)
- Peor puesto en Tercera: 20.º (temporada Tercera División 2016/17) y (temporada Tercera División 2019/20).
- Mayor goleada en casa: Alhaurín de la Torre CF 7-0 Basto de Melilla (2005/06)
- Mayor goleada fuera:  River Melilla 1-5 Alhaurín de la Torre (2018/19).
- Mayor goleada encajada en casa: Alhaurín de la Torre CF 0-4 Unión Estepona (2012/13) y Alhaurín de la Torre CF 0-4 Atlético Malagueño (2019/20)
- Mayor goleada encajada fuera:  Almería B 7-0 Alhaurín de la Torre CF (2007/08), Villacarrillo CF 7-0 Alhaurín de la Torre CF (2012/13) y Atlético Malagueño 7-0 Alhaurín de la Torre CF (2016/17)..
- Primera victoria ante un histórico del fútbol nacional: Alhaurín de la Torre CF 2-1 Granada CF (2005/06)

## Palmarés
- Campeón de Regional Andaluza de Málaga temporada 1985-1986
- Campeón de Primera División Andaluza temporada 2004-2005
- Campeón de Primera División Andaluza temporada 2009-2010
- Campeón de Primera División Andaluza temporada 2013-2014

## La cantera

### Escuela de fútbol
La escuela de fútbol "Dani Rivera" promueve las categorías de fútbol base dentro de la organización a través de distintos equipos tanto federados como no federados.

### Alhaurín de la Torre "B"
Es el equipo filial del Alhaurín de la Torre F.C. Juega actualmente en la Segunda división Andaluza en el grupo provincial de Málaga. Su récord más alto fue jugar en la primera división andaluza a tan solo una categoría del equipo sénior que jugaba en la división de honor andaluza.

### Juveniles
Para promover nuevos jugadores procedentes de la cantera, el club dispone de tres equipos de juveniles federados, cada uno en una categoría diferente. A veces el entrenador del primer equipo convoca para algunos partidos a jugadores juveniles y algunos de ellos han debutado y jugado en el primer equipo siendo juvenil. Actualmente los tres equipos están en la 2.ª Andaluza, la 3.ª Andaluza y la 4.ª Andaluza.

### Cadetes
Equipos en categoría de cadetes:
- 2.ª Andaluza Cadete
- 3.ª Andaluza Cadete
- 4.ª Andaluza Cadete Grupo 2
- 4.ª Andaluza Cadete Grupo 3

### Infantiles
Equipos en categoría de infantiles:
- 1.ª Andaluza Infantil Grupo 2 (Máxima categoría)
- 4.ª Andaluza Infantil compite con tres equipos ("B","C" y "D")

### Benjamín, Alevín, Bebé y Chupete
Estas categorías se ajustan a la modalidad de Fútbol 7, con varios equipos federados y no federados.

### Veteranos
Actualmente también tiene un equipo en la Liga Veteranos de Málaga